# 5470 Kurtlindstrom
5470 Kurtlindstrom (1988 BK5) là một tiểu hành tinh vành đai chính được phát hiện ngày 28 tháng 1 năm 1988 bởi R. H. McNaught ở Siding Spring.